# Макларън M2B
Макларън M2B е състезателен болид, конструиран от Макларън за стартовете във Формула 1, сезон 1966.
Дизайнер е Робин Херд.